# Москва-Товарна-Курська
Москва-Товарна-Курська — залізнична станція Курського напрямку МЗ, у складі лінії МЦД-2. Розташовано у місті Москва. Час руху з Курського вокзалу — 6 хвилин. Пасажирська платформа для приміських електропоїздів на станції називається просто Москва-Товарна, так як інші станції з цією назвою знаходяться на інших напрямках.

## Інфраструктура
Основними напрямками роботи станції є обробка великотоннажних (20-футових) і середньотоннажних контейнерів, навантаження-вивантаження з критих вагонів і робота з ізотермічними контейнерами. До станції примикає під'їзні колії заводу ім. Войтовича (припинив роботу приблизно у 2011 році) і московського механічного заводу «Червоний шлях» (вантажна робота відсутня). Колії станції також використовуються для денного відстою вагонів пасажирських поїздів далекого прямування. Станцію обслуговують передавальні потяги зі станції Любліно, що приходять переважно вночі через велику кількість приміських поїздів в денний час. Далі станції М-Товарна в сторону Курського вокзалу вантажні поїзди станом на 2013 рік не ходять.
До укладання 3 головної колії на Горьківському напрямку станція мала сполучення зі станцією Перово-3 і під'їзними коліями заводу «Серп і Молот»
На станції є висока острівна платформа, незвичайна своєю довжиною: вона в півтора раза довше звичайних платформ і, відповідно, електричок. Це зроблено через малу відстань між головними коліями і через необхідність розміщення каси. Тому поїзди, що прямують в сторону Курського вокзалу (на Москву), зупиняються, не доїжджаючи каси, а поїзди, що прямують у напрямку з Москви, зупиняються навпроти каси. Над коліями розташовується пішохідний міст, який сполучає Міжнародну вулицю, Шосе Ентузіастів і пасажирську платформу. Платформа не обладнана турнікетами. Прохідні заводу Серп і Молот розташовуються в пішохідній доступності від станції.

## Маршрути
Обслуговується приміськими поїздами Курського напрямку МЗ. Також є безпересадкове пряме сполучення на Ризький і Смоленський (Білоруський) напрямки.

## Пересадки
- Метростанцію  Площа Ілліча
- Метростанцію  Римська
- Станцію МЦД   Серп і Молот
- Автобус: м6, 125, 340, 365, 567, 730, т53, н4